# Строилово (Рязанская область)
Строилово — деревня в составе Бобровинского сельского поселения Кораблинского района Рязанской области России.
Находится в 11 километрах северо-западнее районного центра — города Кораблино, — на трассе, соединяющей райцентр и город Новомичуринск.

## История
В платёжных книгах Пехлецкого стана 1594—1597 годов упоминается деревня Ноземноя Строилова. Семью жеребьями в деревне владели Строиловы. Также одними из владельцев были Гальцовы, которые владели поместьями в соседних сёлах и деревнях.
В 1850 году на картах Менде указана деревня Строилова с 35 дворами.
Известный уроженец деревни - Александр Васильевич Строилов, гвардии майор, участник  боев на Невском пятачке, комендант гарнизона крепости Орешек с в 1942 - 1943 гг. Похоронен в поселке Кодино Онежского района Архангельской области.

## Население
| 2010 |
| ---- |
| 12   |